# Толкачова Олена Олександрівна
Толкачова Олена Олександрівна — українська військова, старший лейтенант 3 ОШБр, волонтерка та громадсько-політична діячка, учасниця Революції Гідності та війни на сході України. Командир Патронатної служби «Янголи», засновниця і керівниця БО «БФ Патронатної служби «Янголи». Під опікою служби дві бригади: 3-тя окрема штурмова бригада ЗСУ та 12-та бригада спеціального призначення «Азов» НГУ та інші підрозділи азовського руху.

## Життєпис
Народилася 8 червня 1981 року в Києві.
Закінчила Механіко-математичний факультет Київського національного університету імені Тараса Шевченка, за освітою — математик. У 2002—2006 роках — магістр факультету «Правознавство», Національна академія управління. 
До зими 2013/2014 років була підприємицею та активно займалася мотоспортом.
Активно долучилася до подій Революції Гідності, була співорганізаторкою та активісткою Правого Сектору Дарницького району Києва. Власну підприємницьку діяльність припинила через військово-революційні події в Україні.

## Військова діяльність
У 2014 році бере активну участь у Війні на сході України на волонтерських засадах. З травня 2014 року як волонтер долучилася до лав батальйону «Азов», де сформувала медично-волонтерський підрозділ під назвою «патронатна служба», що здійснює повний медичний супровід поранених бійців та піклування про сім'ї загиблих. Підрозділ не має аналогів ані в інших добробатах, ані в підрозділах регулярних військ[неавторитетне джерело].
Під час Широкинської операції організовувала евакуацію поранених з Маріуполя до лікарні ім. І.Мечникова в Дніпрі.
З початку повномасштабного вторгнення масштабувала діяльність Патронатної служби. До обов'язків служби входять: медичний супровід бійців, які отримали поранення; організація реабілітації у реабілітаційних центрах України; психологічний супровід та емоційна підтримка бійців; супроводження протезування для бійців з травматичними ампутаціями; організація церемонії прощання з полеглими воїнами; юридичний та соціальний супровід бійців та їх родин.
Служба також бере участь у впізнаннях загиблих воїнів та сприяє якомога швидшій ідентифікації тіл полеглих, організовує зберігання тіл невпізнаних воїнів. Здійснює юридичний, соціальний та фінансовий супровід родин військовослужбовців та ветеранів.

## Громадсько-політична діяльність
У 2014 долучилася до Організації «Патріот України», від якої у 2015 році увійшла до складу громадської ради Дарницького району Києва.
У VIII скликанні Верховної Ради України (у 2014—2019 роках) на громадських засадах була помічницею народного депутата Андрія Білецького (першого командира полку «Азов» та Лідера Національного Корпусу).
Активно займається проблемами реабілітації учасників бойових дій, зокрема у 2017 році брала участь у круглому столі «Проблеми фізичної та психологічної реабілітації учасників АТО», де було піднято проблему нестачі в Україні реабілітаційних центрів для учасників бойових дій та обговорювалися питання розв'язання цієї проблеми.
У 2019 році балотувалася в народні депутатки України за списком ВО «Свобода», який формувався силами об'єднаних українських націоналістів, що підписували Національний маніфест.
У 2022 році виступила ініціаторкою створення Благодійного Фонду «Янголи Азову», який займається тим, щоб захисники України та їх сім'ї були забезпечені всім необхідним для Перемоги над окупантом. В травні 2022 року очолила цей фонд.
В червні 2022 року Олена Толкачова займалася опізнанням тіл загиблих бійців ОЗСП НГУ «АЗОВ», які загинули під час оборони Маріуполя, та були пізніше передані Україні російською стороною.
Взимку 2024 року Олена Толкачова разом із командою Генерального штабу ЗСУ розпочала роботу зі створення подібних структур у всіх Силах оборони України. За рольову модель для служб супроводу поранених військовослужбовців та підтримки їхніх родин було взято саме Патронатну службу, створену Толкачовою.
З 1 жовтня в бойових бригадах ЗСУ запрацювала система патронатного супроводу військовослужбовців та їхніх родин. Про це повідомив полковник Олександр Кутков, начальник Центрального управління цивільно-військового співробітництва Генерального штабу Збройних Сил України.
У вересні 2024 року на телеграм-каналі Олени Толкачової з'явилося відео, в якому вона показала катастрофічно занедбаний стан і ситуацію в Судово-медичному морзі №1 Київського міського бюро судово-медичної експертизи та закликала владу Києва і країни звернути увагу на проблему і відремонтувати морг. Через незадовільний стан будівлі та відсутність стаціонарного холодильника працівники бюро працюють у вкрай незадовільних умовах, а Патронатна служба, через відсутність стаціонарного холодильника, змушена самостійно оплачувати паливо та утримання рефрижераторів, у яких зберігають тіла захисників.
У 2024 році Олена Толкачова підняла тему з проблемою протезування та звинуватила Міністерство соціальної політики в тому, що вони маючи 1 мільярд цільових коштів на протези не використовують їх за призначенням, відмовляються від підвищення граничних цін на протези для військовослужбовців та проти ідеї надання високофункціональних та водостійких протезів. Як наслідок, дії Міністерства соцполітики, на думку Толкачової, заважають поверненню в стрій мотивованих військових, які пережили ампутацію кінцівки.

## Нагороди
- Медаль «За жертовність і любов до України»[25];

- Почесний нагрудний знак Головнокомандувача ЗСУ «Срібний хрест»;

- Нагрудний знак «За сприяння обороні Києва».

## Родина
Виховує доньку Софію, яка за прикладом матері стала волонтером-медиком й також має активну громадянську позицію, є виховником у Юнацькому Корпусі. З 2022 року донька Софія є волонтером Патронатної служби «Янголи».